# Nassarius orissaensis
Nassarius orissaensis is een slakkensoort uit de familie van de Nassariidae. De wetenschappelijke naam van de soort is voor het eerst geldig gepubliceerd in 1914 door Preston.